# Eleições presidenciais na Mauritânia em 2007
As eleições presidenciais na Mauritânia ocorreram em 11 de Março de 2007, havendo necessidade de se ir a uma segunda volta (segundo turno) entre Sidi Ould Cheikh Abdallahi e Ahmed Ould Daddah no dia 25 de Março, uma vez que nenhum dos candidatos conseguiu obter a maioria absoluta na primeira volta. 
As eleições de 2007 vieram na sequência de um golpe de Estado ocorrido no país em Agosto de 2005, o qual destituiu o longevo presidente Maaouya Ould Sid'Ahmed Taya; o líder da junta, Ely Ould Mohamed Vall, disse que nem ele nem os outros membros da junta concorreriam para presidente, o que marcou o último estádio de transição para as regras civilizadas.

## 11 de Março
A primeira volta das eleições presidenciais foi disputada entre vinte candidatos.
Resultados da primeira volta
| Candidato                                 | Partido                                        | Votos   | Percentagem |
| ----------------------------------------- | ---------------------------------------------- | ------- | ----------- |
| Sidi Ould Cheikh Abdallahi                |                                                | 183.726 | 24.80       |
| Ahmed Ould Daddah                         | Reunião de Forças Democratas                   | 153.252 | 20,69       |
| Zeine Ould Zeidane                        |                                                | 113.182 | 15,28       |
| Messaoud Ould Boulkheir                   | Aliança Popular para o Progresso               | 72.493  | 9,79        |
| Ibrahima Moctar Sarr                      |                                                | 58.878  | 7,95        |
| Saleh Ould Hanenna                        | Partido Mauritano de União e Mudança (HATEM)   | 56.700  | 7,65        |
| Mohamed Ould Maouloud                     | União de Forças de Progresso                   | 30.254  | 4,08        |
| Dahane Ould Ahmed Mahmoud                 |                                                | 15.326  | 2,07        |
| Mohamed Ould Cheikhna                     |                                                | 14.200  | 1,92        |
| Mohamed Khouna Ould Haidalla              |                                                | 12.813  | 1,73        |
| Ethmane Ould Cheikh Ebi El Maali          |                                                | 10.868  | 1,47        |
| Ba Mamadou Alassane                       | Partido da Liberdade, Igualdade e Justiça      | 4.076   | 0.55        |
| Mohamed Ahmed Ould Baba Ahmed Ould Salihi |                                                | 2.779   | 0.38        |
| Moulaye El Hacen Ould Jeid                | Partido Mauritano para a Renovação e Concórdia | 2.535   | 0.34        |
| Chbih Ould Cheikh Malainine               |                                                | 2.111   | 0.28        |
| Rajel dit Rachid Moustapha                | Partido Mauritano para a Renovação             | 1.977   | 0.27        |
| Sidi Ould Isselmou Ould Mohamed Ahid      |                                                | 1.784   | 0.24        |
| Isselmou Ould El Moustapha                | Partido da Convergência Democrática            | 1.779   | 0.24        |
| Mohamed Ould Mohamed El Moctar Ould Tomi  |                                                | 1.465   | 0.20        |
| Mohamed Ould Ghoulam Ould Sidaty 652 0.09 |                                                | 652     | 0,09        |
| Total de votos válidos                    |                                                | 740,850 | 100,0       |

## 25 de Março
Sidi Ould Cheikh Abdallahi venceu a Segunda Volta das Eleições contra Ahmed Ould Daddah, devendo tomar posse como Presidente da Mauritânia no dia 19 de Abril de 2007. Abdallahi venceu em 10 das 13 regiões do país; Daddah venceu em Nouakchott, Região de Inchiri e Região de Trarza.
Resultados da segunda volta
| Candidato                  | Partido                        | Votos   | Percentagem |
| -------------------------- | ------------------------------ | ------- | ----------- |
| Sidi Ould Cheikh Abdallahi |                                | 373.520 | 52,85       |
| Ahmed Ould Daddah          | Reunião de Forças Democráticas | 333.185 | 47,15       |
| Total de votos válidos     |                                | 706.705 | 100,0       |